# Friedrich von Fürstenberg (diplomate)
Friedrich V von Fürstenberg (né le 31 octobre 1618 à Königstein im Taunus, mort le 7 juillet 1662 au château de Herdringen) est d'abord chanoine, puis héritier de la maison et conseiller du duché de Westphalie et diplomate de l'électorat de Cologne.

## Famille
Il était le fils du père du sénéchal Friedrich von Fürstenberg et d'Anna Maria von Kerpen. Ses frères et sœurs sont Dietrich Caspar, plus tard prévôt de la cathédrale de Mayence , Wilhelm prévôt de Münster et Paderborn, Ferdinand prince-évêque de Paderborn, Franz Wilhelm chevalier de l'ordre teutonique et Johann Adolf prévôt de la cathédrale de Paderborn.
En 1645, Friedrich épouse sa première femme Anna Katharina von der Leyen. Avec elle, il a huit enfants. Anna Katharina meurt en 1658 et est enterrée dans l'église des franciscains d'Attendorn. Friedrich épouse Maria Elisabeth von Breidbach un an plus tard. De ce mariage naissent deux enfants, dont Ferdinand von Fürstenberg (1661–1718).

## Biographie
En raison de sa faiblesse à la naissance, il reçoit un ondoiement. Friedrich est initialement destiné par sa famille au clergé. Il reçoit sa première tonsure à Mayence en 1629. À partir de 1639, il reçoit un poste de chanoine à Wurtzbourg. En 1641, il accompagne le prince-évêque Franz Wilhelm von Wartenberg lors d'un voyage à Lorette et à Rome. Il voyage avec son frère Dietrich Caspar.
Après son retour en 1642, Friedrich devient l'héritier séculier de la famille. Il démissionne alors de son poste de chanoine. Avec son frère Wilhelm, il entreprend un voyage en France pour poursuivre ses études. Il sert ensuite comme gentilhomme de la chambre pour Franz Wilhelm von Wartenberg et l'accompagne aux traités de Westphalie entre 1645 et 1648.
L'électeur Ferdinand de Bavière nomme Friedrich conseiller dans le gouvernement du duché de Westphalie. Après la mort de son père en 1646, Friedrich reprend l'héritage. Il s'inquiète pour ses frères et sœurs. Afin de pouvoir financer leurs études, il doit même parfois mettre en gage les bijoux de sa femme et s'endetter lourdement.
Au service de l'électorat de Cologne, Friedrich se voit confier des missions importantes. En 1649, il négocie avec Amalia Elisabeth de Hesse-Cassel le retrait de ses troupes du duché de Westphalie. Comme c'est un échec, il se rend à Nuremberg en 1650. L'électeur Maximilien-Henri de Bavière l'envoie à Munster en 1650 afin de le faire élire évêque de la ville ; cette mission échoue, Christoph Bernhard von Galen est élu évêque. Un an plus tard, Friedrich von Fürstenberg est chargé de recevoir le cardinal Mazarin, qui a fui la Fronde, et de l'accompagner dans son exil au château de Brühl. Toujours en 1651, il se rend à Düsseldorf en tant qu'envoyé pour offrir la médiation électorale dans la guerre de Succession de Juliers qui a repris. Avec l'électorat, Friedrich participe à la Diète d'Empire à Ratisbonne en 1653. En avril 1654, il commande les troupes de l'électorat de Cologne, qui prennent le château fort de Hammerstein avec des unités de l'électorat de Mayence et de l'électorat de Trèves.
Dans le duché de Westphalie en 1654, avec le Landdrost Dietrich von Landsberg, il participe à la création du Recessus perpetuae concordiae, un accord entre les domaines des chevaliers et des villes. Il a une influence politique dans le principauté électorale de Paderborn, après que son frère épiscopal le nomme au conseil de Paderborn.
Dans le domaine familial, il fait appel à la Chambre impériale pour clarifier la propriété du gage des communes de Bilstein et Waldenburg. Comme le résultat pour la famille Fürstenberg est positif, Friedrich est inféodé aux deux communes en 1647. En 1652, les domaines du duché de Westphalie sont prêts à payer un total de 42000 Reichstaler pour les prêts précédemment consentis par la famille Fürstenberg. Cependant, les Fürstenberg conservent un droit d'utilisation limité jusqu'au paiement intégral de la dette.
Friedrich réussit à régler un vieux différend sur les droits de bailliage de l'abbaye de Grafschaft. En conséquence, en 1660, l'empereur Léopold approuve la fusion des armoiries de la famille de Fürstenberg avec celles de la maison de Grafschaft. La même année, Friedrich et ses frères sont élevés au rang de baron du Saint-Empire.
En plus de ses diverses activités politiques, il tente d'exploiter la houille à Herdringen avec l'aide de mineurs de la région d'Essen. Cependant, cette tentative échoue, compte tenu de la géologie locale.
Après une longue maladie, Friedrich meurt en présence de son frère Ferdinand von Fürstenberg le 7 juillet 1662 au château de Herdringen. Son corps est transporté par un mulet à Attendorn, où il a été enterré dans l'église franciscaine.

## Source
- (de) Cet article est partiellement ou en totalité issu de l’article de Wikipédia en allemand intitulé « Friedrich von Fürstenberg (Diplomat) » (voir la liste des auteurs).